# 세계 해양생물종 등록소
세계 해양 생물종 등록소(WoRMs, World Register of Marine Species)는 해양 생물 이름에 대한 권위있고 포괄적인 목록을 제공하는 것을 목표로 하는 데이터베이스이다.

## 같이 보기
- AlgaeBase